# Olimpia Aldobrandini
Olimpia Aldobrandini, III principessa di Meldola e Sarsina, II principessa di Rossano (Roma, 20 aprile 1623 – Roma, 18 dicembre 1681), è stata una nobildonna italiana.

## Biografia

### Infanzia
Olimpia Aldobrandini nacque a Roma il 20 aprile 1623, figlia di Giovan Giorgio Aldobrandini, II principe di Meldola, e di sua moglie, la principessa Ippolita Ludovisi (figlia a sua volta di Orazio Ludovisi, I duca di Fiano e sorella di Niccolò I Ludovisi, principe di Piombino, nonché nipote di papa Gregorio XV).

### Primo matrimonio
Il 25 luglio 1638 sposò il principe Paolo Borghese che però morì nel 1646 dopo pochi anni di matrimonio. 

### Secondo matrimonio

Camillo Francesco Maria Pamphili ritratto da Giovan Battista Gaulli nel XVII secolo

Nel 1647 si risposò con Camillo Francesco Maria Pamphili (figlio di Olimpia Maidalchini e nipote di papa Innocenzo X) il quale rinunciò al cardinalato per maritarsi con lei e proseguire quindi la propria casata. Parte della dote che ella portò in questo suo secondo matrimonio era costituita da una grandiosa collezione di dipinti (tra cui diversi pezzi provenienti dal Camerino d'Alabastro del duca di Ferrara) oltre alle ville di Montemagnanapoli e Frascati, i possedimenti degli Aldobrandini in Romagna ed i palazzi romani di Via del Corso e Palazzo Aldobrandini.
Queste proprietà passarono alla famiglia Pamphili e divennero il nucleo della moderna Galleria Doria Pamphilj.

### Morte

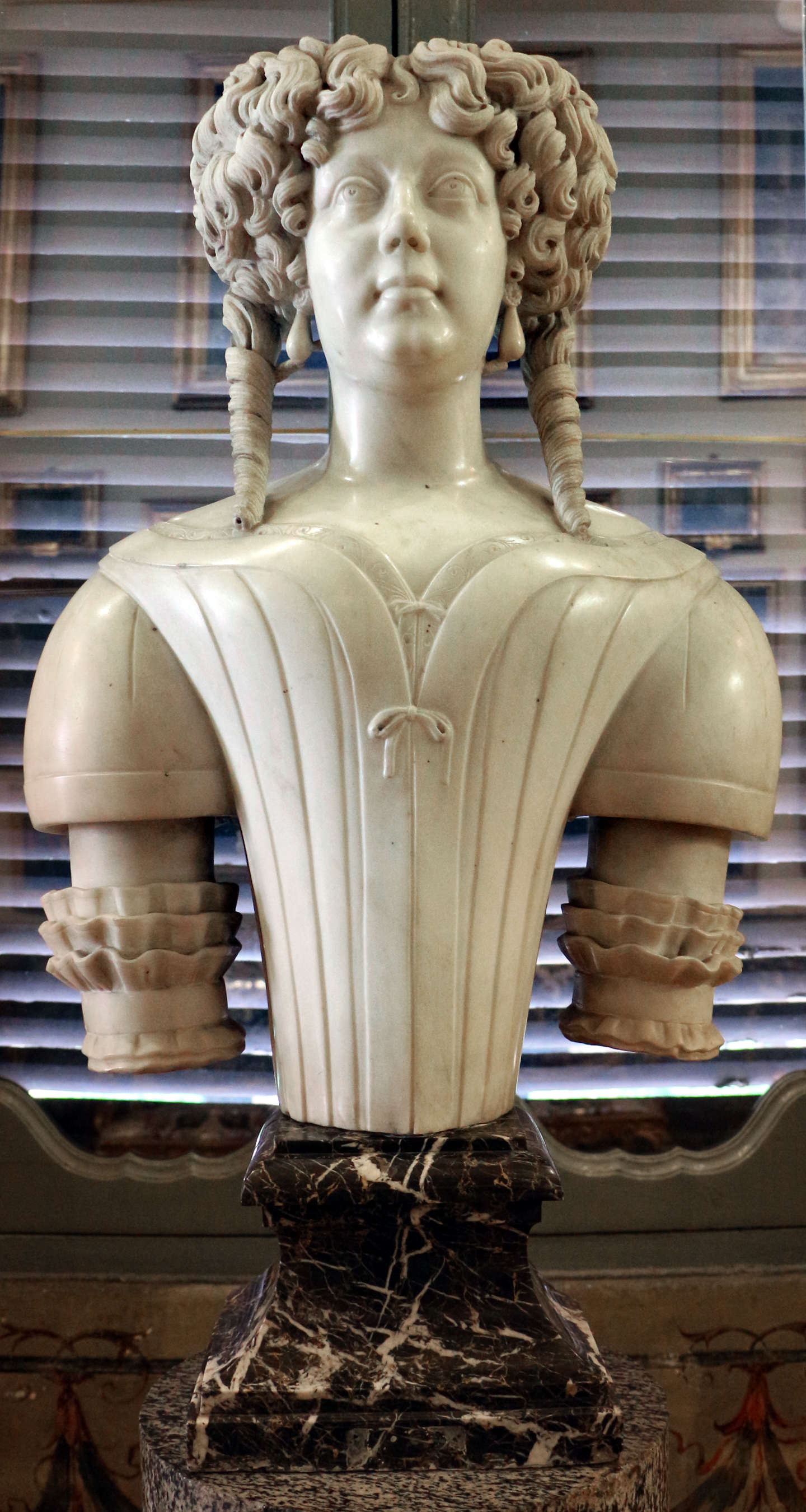
Un busto di Donna Olimpia di Giovanni Lazzoni, 1680

Morì a Roma il 18 dicembre 1681.

## Discendenza
Olimpia e Paolo Borghese, suo primo marito, ebbero cinque figli:
- Giovanni Battista (14 ottobre 1639 - 25 agosto 1717), sposò nel 1658 Eleonora Boncompagni;
- Giovanni Giorgio (26 luglio 1640 - 1645);
- Camillo (23 giugno 1641 - 12 agosto 1649), morto nello stesso giorno del fratello Francesco;
- Maria Virginia (10 novembre 1642 - 2 marzo 1718[6]), sposò nel 1658 Agostino Chigi, I principe di Farnese;
- Francesco (9 marzo 1644 - 12 agosto 1649), morto nello stesso giorno del fratello Camillo.

Dal matrimonio tra Donna Olimpia e Camillo Francesco Maria Pamphili nacquero cinque figli:
- Giambattista (24 giugno 1648 - 7 novembre 1709), II principe di San Martino al Cimino e Valmontone, sposò Violante Facchinetti.
- Flaminia (5 gennaio 1651 - 17 febbraio 1709) sposò in prime nozze nel 1670 Bernardino Savelli (1653-1672), Principe di Albano e Duca di Castelgandolfo, e in seconde nozze Niccolò Francesco Pallavicini (1654-1679), Principe di Civitella; senza eredi da ambo le nozze.
- Anna (12 febbraio 1652 - 21 marzo 1728) sposò Giovanni Andrea III Doria, Principe di Melfi: da loro ha origine la famiglia Doria Landi Pamphili.
- Benedetto (25 aprile 1653 - 22 marzo 1730) cardinale.
- Teresa (14 ottobre 1654 - 7 agosto 1704) sposò il duca di Massa Carlo II Cybo-Malaspina, avendone discendenza.

## Ascendenza
|                                                   |                                    |                      | Genitori               |  |  | Nonni |  |  | Bisnonni             |  |  | Trisnonni           |  |
|                                                   |                                    |                      |                        |  |  |       |  |  | Giorgio Aldobrandini |  |  | Jacopo Aldobrandini |  |
|                                                   |                                    |                      |                        |  |  |       |  |  | Giorgio Aldobrandini |  |  | Jacopo Aldobrandini |  |
|                                                   |                                    | Bartolomea Ambrogi   |                        |  |  |       |  |  | Giorgio Aldobrandini |  |  |                     |  |
| Gianfrancesco Aldobrandini, I principe di Meldola |                                    |                      |                        |  |  |       |  |  | Giorgio Aldobrandini |  |  |                     |  |
|                                                   |                                    | Margherita Dal Corno | Donato Dal Corno       |  |  |       |  |  |                      |  |  |                     |  |
|                                                   |                                    | Margherita Dal Corno | Donato Dal Corno       |  |  |       |  |  |                      |  |  |                     |  |
|                                                   |                                    | Margherita Dal Corno | …                      |  |  |       |  |  |                      |  |  |                     |  |
| Giorgio Aldobrandini, II principe di Meldola      |                                    | Margherita Dal Corno |                        |  |  |       |  |  |                      |  |  |                     |  |
|                                                   |                                    | Pietro Aldobrandini  | Silvestro Aldobrandini |  |  |       |  |  |                      |  |  |                     |  |
|                                                   |                                    | Pietro Aldobrandini  | Silvestro Aldobrandini |  |  |       |  |  |                      |  |  |                     |  |
|                                                   |                                    | Pietro Aldobrandini  | Lisa Deti              |  |  |       |  |  |                      |  |  |                     |  |
| Olimpia Aldobrandini                              |                                    | Pietro Aldobrandini  |                        |  |  |       |  |  |                      |  |  |                     |  |
|                                                   |                                    | Flaminia Ferracci    | …                      |  |  |       |  |  |                      |  |  |                     |  |
|                                                   |                                    | Flaminia Ferracci    | …                      |  |  |       |  |  |                      |  |  |                     |  |
|                                                   |                                    | Flaminia Ferracci    | …                      |  |  |       |  |  |                      |  |  |                     |  |
| Olimpia Aldobrandini, III principessa di Meldola  |                                    | Flaminia Ferracci    |                        |  |  |       |  |  |                      |  |  |                     |  |
|                                                   | Pompeo Ludovisi, conte di Samoggia | Ludovico Ludovisi    |                        |  |  |       |  |  |                      |  |  |                     |  |
|                                                   | Pompeo Ludovisi, conte di Samoggia | Ludovico Ludovisi    |                        |  |  |       |  |  |                      |  |  |                     |  |
|                                                   | Pompeo Ludovisi, conte di Samoggia | Bernardina Sassoni   |                        |  |  |       |  |  |                      |  |  |                     |  |
| Orazio Ludovisi, I duca di Fiano                  | Pompeo Ludovisi, conte di Samoggia |                      |                        |  |  |       |  |  |                      |  |  |                     |  |
|                                                   |                                    | Camilla Bianchini    | Alessandro Bianchini   |  |  |       |  |  |                      |  |  |                     |  |
|                                                   |                                    | Camilla Bianchini    | Alessandro Bianchini   |  |  |       |  |  |                      |  |  |                     |  |
|                                                   |                                    | Camilla Bianchini    | Ippolita Legnani       |  |  |       |  |  |                      |  |  |                     |  |
| Ippolita Ludovisi                                 |                                    | Camilla Bianchini    |                        |  |  |       |  |  |                      |  |  |                     |  |
|                                                   |                                    | Fabio Albergati      | Filippo Albergati      |  |  |       |  |  |                      |  |  |                     |  |
|                                                   |                                    | Fabio Albergati      | Filippo Albergati      |  |  |       |  |  |                      |  |  |                     |  |
|                                                   |                                    | Fabio Albergati      | Giulia Bargellini      |  |  |       |  |  |                      |  |  |                     |  |
| Lavinia Albergati                                 |                                    | Fabio Albergati      |                        |  |  |       |  |  |                      |  |  |                     |  |
|                                                   |                                    | Flaminia Bentivoglio | Antonio Bentivoglio    |  |  |       |  |  |                      |  |  |                     |  |
|                                                   |                                    | Flaminia Bentivoglio | Antonio Bentivoglio    |  |  |       |  |  |                      |  |  |                     |  |
|                                                   |                                    | Flaminia Bentivoglio | Alessandra Desideri    |  |  |       |  |  |                      |  |  |                     |  |
|                                                   |                                    | Flaminia Bentivoglio |                        |  |  |       |  |  |                      |  |  |                     |  |